# Oriente boliviano

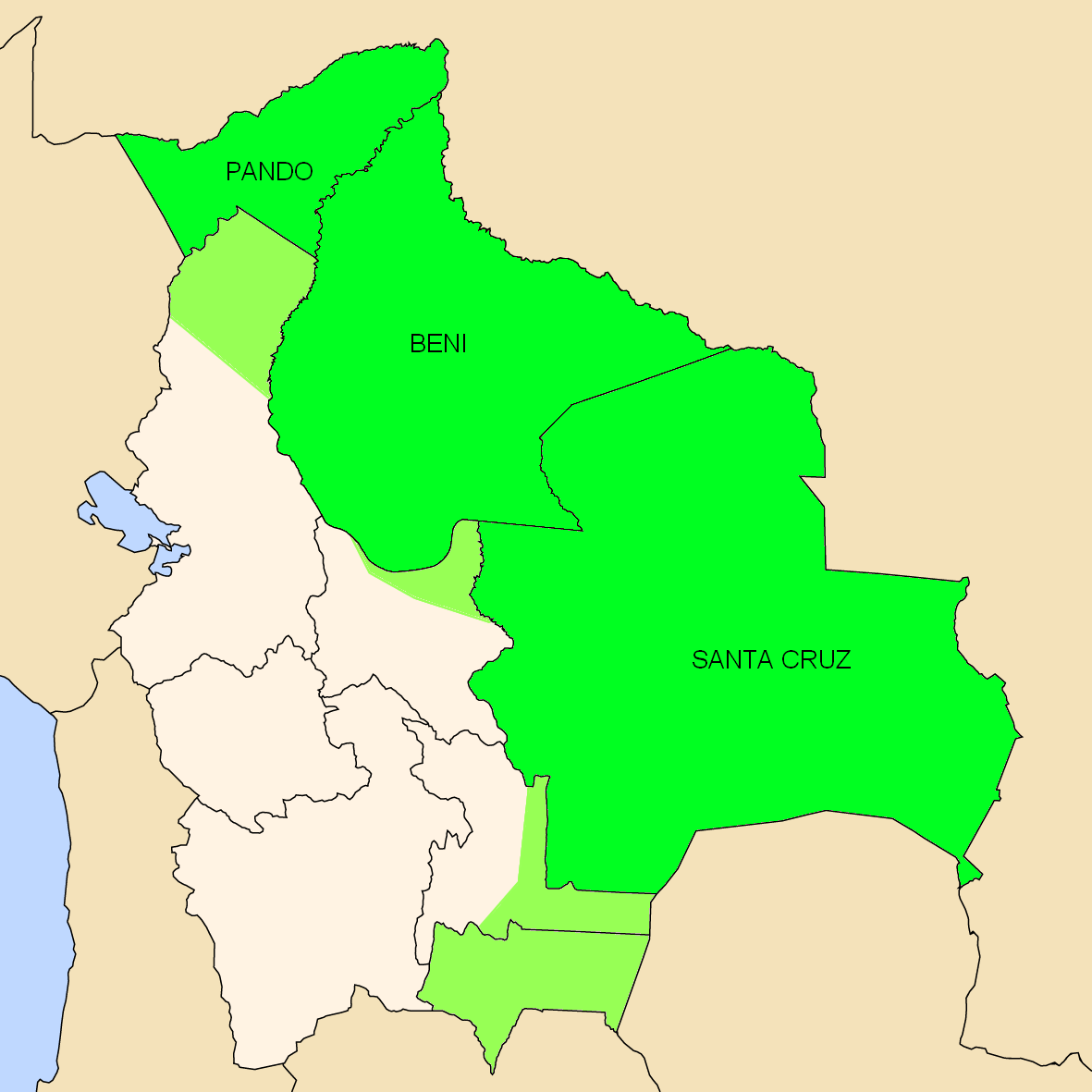
Departamentos que conforman el bloque oriental (punto de vista administrativo)

La bandera de la flor de patujú, la cual representa a los pueblos indígenas del oriente boliviano, ha sido adoptada oficialmente por los departamentos de Beni y Santa Cruz.Usada también en la provincia Iturralde de La Paz, el Tipnis en Cochabamba y por algunos grupos guaraníes del chaco.

El Oriente boliviano es el bloque compuesto, desde un punto de vista administrativo, por tres departamentos: Beni, Pando y Santa Cruz. Se extiende por el norte, noreste, este y sureste de Bolivia.Abarca la región geográfica de los llanos orientales o tropicales.
Desde el punto de vista geográfico-histórico (e incluso cultural), se incluye al noreste de los departamentos de: La Paz (provincia Iturralde) y Cochabamba (Tipnis - Trópico), así mismo, abarca la ecorregion del chaco boliviano, ubicado al oriente del departamento de Tarija y muy estrechamente el oriente "chaqueño" del departamento de Chuquisaca.  
Se caracteriza por ser principiante de tierras bajas, cómo lo son la selva o amazonía boliviana y la chiquitanía, extendiéndose a las llanuras de las tierras intermedias (región subandina), como el chaco húmedo boliviano y otras regiones cómo los valles cruceños. Los ríos de la región alimentan a dos sistemas del continente sudamericano: la Cuenca del Amazonas y la Cuenca del Río de la Plata. La región oriental representa el 59% del territorio de Bolivia y el 49% de la población al 2012; presentando un crecimiento significativo en los últimos años, principalmente en Santa Cruz que se posicionó cómo el departamento más poblado en el censo de 2024.
Recientemente, a finales de la década del 2000, se realizaron protestas en contra del gobierno de Evo Morales a favor de la autonomía del Oriente boliviano mediante un referéndum que garantizaba la autonomía de dichas regiones.

## Etimología
Grigotá fue un cacique de los Chané. Por extensión sus dominios fueron denominados "Llanos de Grigotá", y en ellos, tras la colonia hispánica, fue instalada la ciudad de Santa Cruz de la Sierra en su ubicación definitiva, que pasaría a ser núcleo de la cultura mestiza e indígena camba, que aplica este nombre para los territorios de su área de influencia (la amazonía boliviana y trópico cochabambino).

## Occidente boliviano
La región subandina de La Paz, Cochabamba, Chuquisaca y Tarija (sin contar la ecorregión del Chaco húmedo Boliviano), junto con la región andina o del altiplano, conforman al sector occidental de Bolivia, o occidente boliviano; bajo un punto de vista administrativo, el "bloque occidental" está compuesto por los departamentos de La Paz, Cochabamba, Potosí, Oruro y Chuquisaca.
Características geográficas principales del occidente: presenta en su mayoría tierras altas o elevadas, cuenta con la Cordillera Occidental, Altiplano Andino (Meseta del Collao), Meseta de Ancomarca y Valles Secos.  Su clima es predominantemente frío y seco, con temperaturas bajas todo el año.Además abarca a toda la región de la Cuenca Cerrada del Altiplano (o cuenca andina) de Bolivia.